# Ciudad Lineal (stacja metra)
Ciudad Lineal – stacja metra w Madrycie, na linii 5. Znajduje się na granicy dzielnic San Blas-Canillejas i Ciudad Lineal, w Madrycie i zlokalizowana jest pomiędzy stacjami Suanzes i Pueblo Nuevo. Została otwarta 28 maja 1964.